# RB Leipzig in het seizoen 2011/12
Het seizoen 2011/2012 was het 3e jaar in het bestaan van de Duitse voetbalclub RB Leipzig. De ploeg kwam uit in de Regionalliga Nord en eindigde op een derde plaats. In de strijd om de DFB Pokal verloor de club in de tweede ronde van FC Augsburg met 0–1.

## Wedstrijdstatistieken

### Regionalliga Nord
|       | Berliner AK 07 | Energie Cottbus II | Germania Halberstadt | Hallescher FC | Hamburger SV II | Hannover 96 II | TSV Havelse | Hertha BSC II | Holstein Kiel | VfB Lübeck | 1. FC Magdeburg | SV Meppen | ZFC Meuselwitz | FC St. Pauli II | VFC Plauen | SV Wilhelmshaven | VfL Wolfsburg II |
| ----- | -------------- | ------------------ | -------------------- | ------------- | --------------- | -------------- | ----------- | ------------- | ------------- | ---------- | --------------- | --------- | -------------- | --------------- | ---------- | ---------------- | ---------------- |
| Thuis | 2 – 1          | 1 – 1              | 3 – 2                | 0 – 1         | 1 – 2           | 4 – 0          | 4 – 1       | 1 – 0         | 2 – 1         | 1 – 0      | 1 – 1           | 3 – 2     | 0 – 1          | 1 – 1           | 1 – 1      | 8 – 2            | 2 – 2            |
| Uit   | 1 – 4          | 0 – 1              | 2 – 3                | 0 – 0         | 1 – 0           | 0 – 2          | 1 – 1       | 1 – 2         | 1 – 0         | 0 – 5      | 0 – 3           | 0 – 1     | 1 – 3          | 1 – 2           | 1 – 5      | 1 – 3            | 0 – 2            |

### DFB Pokal
| 1e ronde                       | RB Leipzig                | 3 – 2 (3 – 2) | VfL Wolfsburg                          |  |
| Plaats: Leipzig Red Bull Arena | Daniel Frahn 6', 17', 45' |               | 25' Srđan Lakić 28' Hasan Salihamidžić |  |
| 2e ronde                       | RB Leipzig                | 0 – 1 (0 – 0) | FC Augsburg                            |  |
| Plaats: Leipzig Red Bull Arena |                           |               | 47' Daniel Brinkmann                   |  |

## Statistieken RB Leipzig 2011/2012

### Eindstand RB Leipzig in de Regionalliga Nord 2011 / 2012
| Stand | Gespeeld | Gewonnen | Gelijk | Verloren | Punten | Doelpunten voor | Doelpunten tegen | Gele kaarten | Rode kaarten |
| ----- | -------- | -------- | ------ | -------- | ------ | --------------- | ---------------- | ------------ | ------------ |
| 1e    | 34       | 22       | 7      | 5        | 73     | 71              | 30               | –            | –            |

### Topscorers
| #      | Naam                | Goal |
| ------ | ------------------- | ---- |
| 1.     | Daniel Frahn        | 26   |
| 2.     | Stefan Kutschke     | 13   |
| 3.     | Roman Wallner       | 6    |
| 4.     | Timo Röttger        | 5    |
| 5.     | Thiago Rockenbach   | 4    |
| 6.     | Sebastian Heidinger | 3    |
| 6.     | Tim Sebastian       | 3    |
| 7.     | Henrik Ernst        | 2    |
| 7.     | Fabian Franke       | 2    |
| 7.     | Tom Geißler         | 2    |
| 8.     | Marcus Hoffmann     | 1    |
| 8.     | Niklas Hoheneder    | 1    |
| 8.     | Kristof Kurczynski  | 1    |
| 8.     | Christian Müller    | 1    |
| 8.     | Daniel Rosin        | 1    |
| Totaal | Totaal              | 71   |

| #      | Naam         | Goal |
| ------ | ------------ | ---- |
| 1.     | Daniel Frahn | 3    |
| Totaal | Totaal       | 3    |